# Mbeya University of Science and Technology
Die Mbeya University of Science and Technology ist eine staatlich anerkannte Universität in der tansanischen Region Mbeya. Im Studienjahr 2016/17 hatte sie 4109 Studenten und 233 Dozenten.

## Lage
Der Hauptcampus der Universität befindet sich in der Stadt Mbeya im südlichen Hochland von Tansania, rund 10 Kilometer südwestlich des Stadtzentrums. Der Campus liegt 3 Kilometer südlich der Nationalstraße von Mbeya nach Tunduma und ist über die Abfahrt Iyunga/Ituta erreichbar. Nur 2 Kilometer ist es bis zum Bahnhof Mbyea.
Der Campus Rukwa liegt an der Straße von Tunduma nach Sumbawanga, etwa 50 Kilometer südlich von Sumbawanga.

## Geschichte
Im Jahr 1986 wurde das Mbeya Technical College als Vorläufer der Universität gegründet. Basierend auf dem Universitätsgesetz von 2005 (University Act, No. 7 of 2005) und der Charta der Mbeya University of Science and Technology wurde aus dem College 2013 eine Universität.

## Studienangebot
Die Universität besteht aus folgenden Fakultäten:
- Engineering und Technology: Bauingenieurwesen, Elektrotechnik, Geowissenschaften und Bergbautechnik, Maschinenbau, Chemie und Umwelttechnik
- Architektur und Bautechnik
- Informations- und Kommunikationstechnologie
- Technische Bildung
- Geistes- und Wirtschaftswissenschaften
- Rukwa Campus: Betriebswirtschaft, Maschinenbau und Wirtschaftsingenieurwesen

## Zusatzleistungen
- Unterkunft: Auf dem Hauptcampus werden Wohnungen für 2100 Studenten angeboten. Das Kochen in den Unterkünften ist nicht erlaubt[6]
- Mensa: Die Mensen werden privat geführt. Ihre Benutzung ist für Studenten, die von der Regierung gefördert werden, kostenlos.[6]
- Gesundheit: Auf dem Campus in Mbeya gibt es eine Apotheke. Die Studenten haben freien Zugang zu allen Gesundheitszentren und Krankenhäusern, die von der staatlichen Gesundheitsbehörde anerkannt sind.[7]
- Bibliothek: Die Bibliothek auf dem Campus in Mbeya ist auch an Wochenenden geöffnet und bietet gedruckte und elektronische Bücher.[6]
- Sport: Die Universität bietet Sportplätze für Fußball, Volleyball, Tennis, Netzball, Basketball und Badminton.[6]

## Zusammenarbeit
Die Mbeya University of Science and Technology arbeitet mit folgenden Universitäten, Colleges und Organisationen zusammen (Stand 2020):
- Lilongwe Technical College of Malawi, Malawi
- Ardhi University
- Confucius Institute der University of Dar es Salaam
- Muhimbili University of Health and Allied Sciences (MUHAS)
- Tanzania Communications Regulatory Authority (TCRA)
- Universal Communications Service Access Fund (UCSAF)
- Commonwealth of Learning (COL)
- Universität Bielefeld, Deutschland
- Fachhochschule Burgenland, Österreich
- Michigan State University, USA
- Technische Universität Dortmund, Deutschland
- University of Rwanda, Ruanda
- University of Dodoma, Dar es Salaam, Institute of Technology (DIT)
- Tanzania Atomic Energy Commission (TAEC)
- Sokoine University of Agriculture (SUA)
- Mbeya Referral Hospital (MRH)
- Arusha Technical College (ATC)
- Tanzania Industrial Research and Development Organization (TIRDO)

## Rangliste
Von EduRank wird die Universität als fünfzehnte in Tanzania, als Nummer 501 in Afrika und 10.475 weltweit geführt (Stand 2021).